# Julia Friese (Grafikerin)
Julia Friese (* 25. September 1979 in Leipzig) ist eine deutsche Grafikerin und Illustratorin.

## Leben
Julia Friese studierte am National College of Art and Design in Dublin, an der Faculdad de Bellas Artes in Bilbao und an der HGB Leipzig, wo sie 2006 ihr Diplom erlangte.
Seit 2000 ist sie als freiberufliche Grafikerin und Illustratorin tätig.

## Auszeichnungen/Nominierungen/Ausstellungen
2007 wurde das von Julia Friese und Christian Duda gestaltete Buch Alle seine Entlein mit dem Luchs des Monats ausgezeichnet.
2008 war das Buch für den Deutschen Jugendliteraturpreis nominiert.
2011 wurde bei LesArt, dem Berliner Zentrum für Kinder- und Jugendliteratur, eine Auswahl von Julia Frieses Illustrationen, grafischen und freien Arbeiten unter dem Titel Schnipsel Skizzen Bücher – Originale Bilderwelten von Julia Friese ausgestellt.

## Werke (Auswahl)
- Das Mohrrübensuppen-Abenteuer Bajazzo-Verlag, Zürich 2004, ISBN 3-907588-52-5
- zusammen mit Lukas Hartmann: Heul nicht, kleiner Seehund Bajazzo-Verlag, Zürich 2006, ISBN 3-907588-74-6
- zusammen mit Christian Duda: Alle seine Entlein Bajazzo-Verlag, Zürich 2007, ISBN 3-907588-85-1
- zusammen mit Jorge Luján: Papierschiff ahoi! Bajazzo-Verlag, Zürich 2009, ISBN 978-3-905871-11-1
- zusammen mit Christian Duda: Schnipselgestrüpp Bajazzo-Verlag, Zürich 2010, ISBN 978-3-905871-16-6
- zusammen mit Christian Duda: Schwein sein Beltz & Gelberg, Weinheim; Basel 2014, ISBN 978-3-407-79567-0
- zusammen mit Christian Duda: Elke : ein schmales Buch über die Wirkung von Kuchen Beltz & Gelberg, Weinheim; Basel 2015, ISBN 978-3-407-82082-2
- zusammen mit Christian Duda: Bonbon Beltz & Gelberg, Weinheim; Basel 2016, ISBN 978-3-407-82113-3